# Список національних парків Швеції
Список національних парків Швеції (швед. Naturvårdsverket) — перелік системи національних парків Швеції, що управляється Шведським агентством з охорони довкілля і включає 29 національних парків та 850 заповідників. Ще 6 парків планується створити до 2013 року. Метою служби національних парків є створення системи природоохоронних територій, яка може представляти всю різноманітність природних регіонів Швеції і використовувалася би в дослідних, рекреаційних і туристичних цілях без нанесення шкоди природі. У 1909 році шведський парламент ухвалив закон про національні парки, після чого Швеція першою країною в Європі, яка встановила систему національних парків. Дев'ять парків були відкриті в 1909 році, а ще сім — у 1918–1962 роках, наступні тринадцять — у 1982—2009 роках.
Утворені національні парки Швеції захищають природу. Що є менш гнучкою формою захисту екології, ніж природні заповідники. Умовою для цього є те, що національні парки повинні бути на державній землі, і уряд приймає рішення про створення їх за згодою парламенту. Нині площа національних парків Швеції становить близько 7000 км² території.
Майже 90 % загальної території парків складають гори, що є найбільшими за територією в Швеції: на півночі країни парки розташовані в горах — Сарек і Падьєланта, що покриває майже 200 000 гектарів. Чотири північних парки — Сарек, Падьєланта, Стура-Шефаллет і Муддус — складають Лапонію. Один зі шведських об'єктів — Світова спадщина ЮНЕСКО. Національний парк Скулескоген на узбережжі Ботнічної затоки включений в об'єкт Світової спадщини Високий берег. Такі найбільші південні парки як Седеросен, Дальбю Седерскуг і Стенсгувуд — знаходяться в природній зоні широколистяних лісів, що займають разом майже 2000 гектарів. Національний парк Фулуф'єллет — один з парків PAN, організації заснованої Світовим фондом дикої природи, щоби забезпечити збереження природи на довгий термін і організувати туризм у національних парках Європи.

## Національні парки

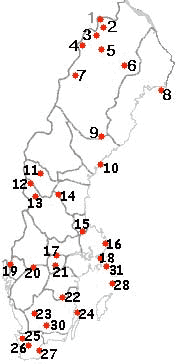
Мапа національних парків у ландскапах

Перелік утворених національних парків:
1. Вадвечокка: збереження північних гірських пейзажів у природному стані
2. Абіску: збереження північних гірських пейзажів у природному стані
3. Стура-Шефаллет: збереження північних гірських пейзажів у природному стані
4. Падьєланта: збереження одного з багатьох озер та широких за обсягом пустирів із шикарними гірськими пейзажами у своєму природному стані
5. Сарек: збереження у природному стані красивого весняного пейзажу
6. Муддус: зберегти ліси і болота в природному стані
7. Пієльєкайсе: збереження площі березових лісів у природному стані
8. Архіпелаг Гапаранда: збереження унікального ландшафту острова в недоторканому стані
9. Бернландет: збереження цінних порід і площ лісів
10. Скулескуген: збереження холмистого прибережного лісу, залишений недоторканим, де рослинність та тваринний світ розвивається вільно
11. Сонф'єллет: збереження лісів і гірського хребта у південних гірських районах у природному стані
12. Тефсінгдален: збереження хвойних лісів у південних гірських районах у природному стані
13. Фулуф'єлет: збереження південного хребта з характерною рослинністю у природному стані
14. Гамра: збереження площі стародавнього соснового бору в його природному стані
15. Феорнебуф'єрден: збереження старовинного ландшафту незмінним
16. Енгсе: збереження старовинного ландшафту незмінним
17. Гарфітан: збереження старого ландшафту у незмінному стані
18. Тиреста: збереження лісу і природи в цілому
19. Трестікла: збереження природних просторів та лісів
20. Юре: збереження ландшафту архіпелагу
21. Тіведен: збереження лісу
22. Норра Квілль: на півдні збережено стародавній сосновий ліс у його природному стані
23. Стуре Моссе: збереження боліт південної Швеції, вид на озера і болота з рослинністю і тваринним світом
24. Бло Юнгфрун: збереження острову у природному стані
25. Седеросен: збереження області південного пейзажу без змін
26. Дальбю Седерскуг збереження на півдні район листяних лісів
27. Стенсгувуд збереження чудових природних територій геологічного і біологічного значення, що призначені для активного відпочинку
28. Готска-Санден підтримання острову у природному стані
29. Костергавет збереження краєвиду, район архіпелагу і прилеглої земельної ділянки

Характерні особливості парків:
| Номер | Фото | Назва               | Оригінальна назва               | Лен (Швеція)                   | Площа, га | Рік заснування | Опис |
| ----- | ---- | ------------------- | ------------------------------- | ------------------------------ | --------- | -------------- | --- |
| 1     |      | Вадвечокка          | Vadvetjåkka nationalpark        | Норрботтен                     | 2630      | 1920           | Парк розташований в горах північно-західного озера Турнетреск. Це самий північний національний парк Швеції. Парк названо на честь гори Вадвечокка, розташований на території парку.                                        |
| 2     |      | Абіску              | Abisko nationalpark             | Норрботтен                     | 7700      | 1909           | Парк розташований у долинах, обмежених від півночі та з заходу гірськими масивами, а з півночі — самим великим високогірним озером Скандинавського півострова, Турнетреск.                                                 |
| 3     |      | Стура-Шефаллет      | Stora Sjöfallet nationalpark    | Норрботтен                     | 127800    | 1909           | Північна частка парку знаходиться в Скандинавських горах, у парку розташовані декотрі з найвищих гір Швеції. Більш низькі пагорби в північній частині парку покриті лісами.                                                |
| 4     |      | Пад'єланта          | Padjelanta nationalpark         | Норрботтен                     | 198400    | 1962           | Парк, що межує на заході із Норвегією, в основному складається з відкритих рівнинних ландшафтів, оточуючих два озера: Вастеняврре та Віріхаврре.                                                                           |
| 5     |      | Сарек               | Sarek nationalpark              | Норрботтен                     | 197000    | 1909           | Парк утворено для охорони високогірних альпійських ландшафтів, у яких домінують високі й вузькі долини. На території парку знаходяться більш ста льодовиків, а висота декількох вершин на його території перевищує 2000 м. |
| 6     |      | Муддус              | Muddus nationalpark             | Норрботтен                     | 49340     | 1942           | Національний парк Муддус на півночі країни утворено для охорони чистоти лісів й території глибоких ярів. |
| 7     |      | Пієльєкайсе         | Pieljekaise nationalpark        | Норрботтен                     | 15340     | 1909           | Національный парк Пієльєкайсе покритий березовими лісами, в котрих знаходяться декількох озер. Парк названо на честь гори Пієльєкайсе, символу цієї території.                                                             |
| 8     |      | Архіпелаг Гапаранда | Haparanda Skärgård nationalpark | Норрботтен                     | 6000      | 1995           | Розташований в північній частині Ботнічної затоки парк складається з низьких островів та широких піщаних пляжів. |
| 9     |      | Бйорнландет         | Björnlandet nationalpark        | Вестерботтен                   | 1100      | 1991           | У парку розташовані чисті ліси, а також пагорби та яри з крутими схилами. Лісові пожежі залишили сліди на території парку.                                                                                                 |
| 10    |      | Скулескуген         | Skuleskogen nationalpark        | Вестерноррланд                 | 2360      | 1984           | Національний парк Скулескуген є частиною Високого берегу й складається зі скель, соснових лісів і морського узбережжя. Ландшафти парку сформовані заледенінням.                                                            |
| 11    |      | Сонф'єллет          | Sånfjället nationalpark         | Ємтланд                        | 10300     | 1909           | Парк названо за 1278-метровою горою Сонф'єллет. Його пагорбиста територія перетнута проточними озерами і вкрита лісами. |
| 12    |      | Тефсінгдален        | Töfsingdalen nationalpark       | Даларна                        | 1615      | 1930           | Національний парк Тьофсінгдален складається з двох гірських хребтів, поділених долиною, що вкрита луками й чистими лісами.                                                                                                 |
| 13    |      | Фулуф'єллет         | Fulufjället nationalpark        | Даларна                        | 38500     | 2002           | Парк в основному складається з голих гірських вершин й альпійських луків, унікальних для шведських гір. |
| 14    |      | Гамра               | Hamra nationalpark              | Євлеборґ                       | 28        | 1909           | Національний парк Хамра має два низьких пагорби, вкритих екологічно чистими лісами та великими валунами. |
| 15    |      | Фернебоф'єрден      | Färnebofjärden nationalpark     | Даларна, Вестманланд, Євлеборґ | 10100     | 1998           | Парк розташовано в долині ріки Далельвен. Її нерівна берегова лінія оздоблює більш як 200 великих островів і маленьких островів.                                                                                           |

## Плановані національні парки
У 2008 р. Шведське агентство з охорони довкілля запропонувало план створення 13 нових національних парків у найближчому майбутньому. Згідно з ним, сім з них мають бути створені між 2009 і 2013 роком. Перший — Національний парк Костергавет — був відкритий у вересні 2009 року. У даний час невідомо, коли буде створено останні шість парків. Якщо план повністю здійсниться, тоді частка територій національних парків в Швеції зросте з поточних 1,4 % до 3,7 %.
| Назва              | Оригінальна назва                 | Лен               | Площа, га | Рік заснування |
| ------------------ | --------------------------------- | ----------------- | --------- | -------------- |
| Бестетреск         | Bästeträsk National Park          | Готланд           | 5 000     | 2009—2013      |
| Блайкф'єллет       | Blaikfjället National Park        | Вестерботтен      | 40 000    | 2009—2013      |
| Вестра-Оснен       | Västra Åsnen National Park        | Крунуберг         | 2 000     | 2009—2013      |
| Володален-Сіларна  | Vålådalen-Sylarna National Park   | Ємтланд           | 230 000   | 2009—2013      |
| Кебнекайсе         | Kebnekaise National Park          | Норрботтен        | 65 000    | 2009—2013      |
| Таввавуома         | Tavvavuoma National Park          | Норрботтен        | 40 000    | 2009—2013      |
| Вінделф'єллен      | Vindelfjällen National Park       | Вестерботтен      | 550 000   | Невідомо       |
| Коппонген          | Koppången National Park           | Даларна           | 5 000     | Невідомо       |
| Немдескергорден    | Nämdöskärgården National Park     | Стокгольм         | 14 000    | Невідомо       |
| Рейво              | Reivo National Park               | Норрботтен        | 11 000    | Невідомо       |
| Руген-Юттулслеттен | Rogen-Juttulslätten National Park | Даларна і Ємтланд | 100 000   | Невідомо       |
| Санкт-Анна         | Sankt Anna National Park          | Естерйотланд      | 10 000    | Невідомо       |